# 오모로마치역
오모로마치역(일본어: おもろまち駅 오모로마치에키[*])는 일본 오키나와현 나하시에 있는 모노레일 철도역이다.

## 역사
- 2003년 8월 10일 : 개업.

## 역 구조
상대식 승강장 2면 2선의 구조로, 에스컬레이터와 엘리베이터가 설치되어 있다. 모노레일과 평행선을 달리는 국도 제330호선 위에 있다. 역 출구는 오모로마치 역 교통 광장, DFS갤러리아 오키나와로 연결 통로가 되는 보행자 데크와 접속된다.

### 승강장
| 번호 | 노선                        | 행선                |
| ---- | --------------------------- | ------------------- |
| 1    | ■ 오키나와 도시 모노레일 선 | 데다코우라니시 방면 |
| 2    | ■ 오키나와 도시 모노레일 선 | 나하공항 방면       |

## 주변 시설
역 서쪽에 퍼져 있는 "오모로마치"는 미군 기지 반환 후의 용지를 재개발한 새 상업 지구에서 "나하 신도심"과 "아메쿠 신도심"으로도 불린다. 오모로마치 교통 광장의 오모로마치 역전 광장은 오키나와 본도 중남부 방향 및 나하 버스 터미널에서 일부 노선 버스의 기・종점이기도 하다.
한편, 역 동쪽 출입구의 마카비 지구는 조용한 주택지이지만, 유이 레일의 개통으로 편리성이 증가된 점에서 현재 개발이 진행되고 있다.
교통 광장
- 버스 승강장(오모로마치 역전 광장)
- 택시 승강장
- 주차장(무료)

공공 기관・공공 시설
- 신도심 공원(안개 분수) - 도보 약 1분
- 아메쿠 공원 - 도보 약 8분
- 나하 공공 직업 안정소(헬로우 워크 나하) - 도보 약 7분
- 오키나와 노동국(나하 제2지방 합동청사 1호관) - 도보 약 15분
- 내각부 오키나와 종합 사무국(나하 제2지방 합동청사 2호관) - 도보 약 15분
- 나하 시 메카루 청사
- 나하 시 상하수도국
- 오키나와 현립 박물관・미술관

교육 기관
- 나하 시립 마카비 초등학교

금융 기관
- 일본은행 나하 지점
- 오키나와 카이호 은행 마카비 출장소 - 도보 약 5분
- 오키나와 카이호 은행 신도심 지점 - 도보 약 6분
- 오키나와 진흥 개발 금융 공고 - 도보 약 6분
- 오키나와 현 노동 금고 오모로마치 지점

우체국
- 나하히가시 우체국 마카비 분실
- 나하 신도심 우체국

점포
- DFS 갤러리아 오키나와 - 역전
- 오키나와 렌터카 재팬 카 쉐어링 오모로마치에키 - 도보 약 1분
- TSUTAYA 나하 신도심점 - 도보 약 4분
- 산에이 나하 메인 플레이스 - 도보 약 5분
- 오키나와 현립 박물관 - 도보 약 8분
- 오키나와 현립 미술관 - 도보 약 8분
- 아메쿠 리우자 라쿠치 - 도보로 약 12분
- 로손 역전

오락 시설
- 시네마 Q(시네마 콤플렉스) - 도보로 약 5분, 산에이 나하 메인 플레이스 내

숙박 시설
- 리브레 가든 호텔 - 도보 약 2분
- 호텔을 클럽 나하・신도심 - 도보 약 2분
- 토요코인 나하 신도심 오모로마치 - 도보 약 7분
- 더 나하 테라스 - 도보 약 10분
- 토요코인 오모로마치에키 - 도보 약 1분

신문사
- 오키나와 타임즈 사 - 도보로 약 7분

방송국
- NHK 오키나와 방송국 - 도보로 약 13분

도로
- 국도 제330호선

## 인접 정차역
| 오키나와 도시 모노레일 선 | 오키나와 도시 모노레일 선 | 오키나와 도시 모노레일 선    |
| ------------------------- | ------------------------- | ---------------------------- |
| 아사토 나하공항 방면      | 일반 열차                 | 후루지마 데다코우라니시 방면 |